# Точне землеробство

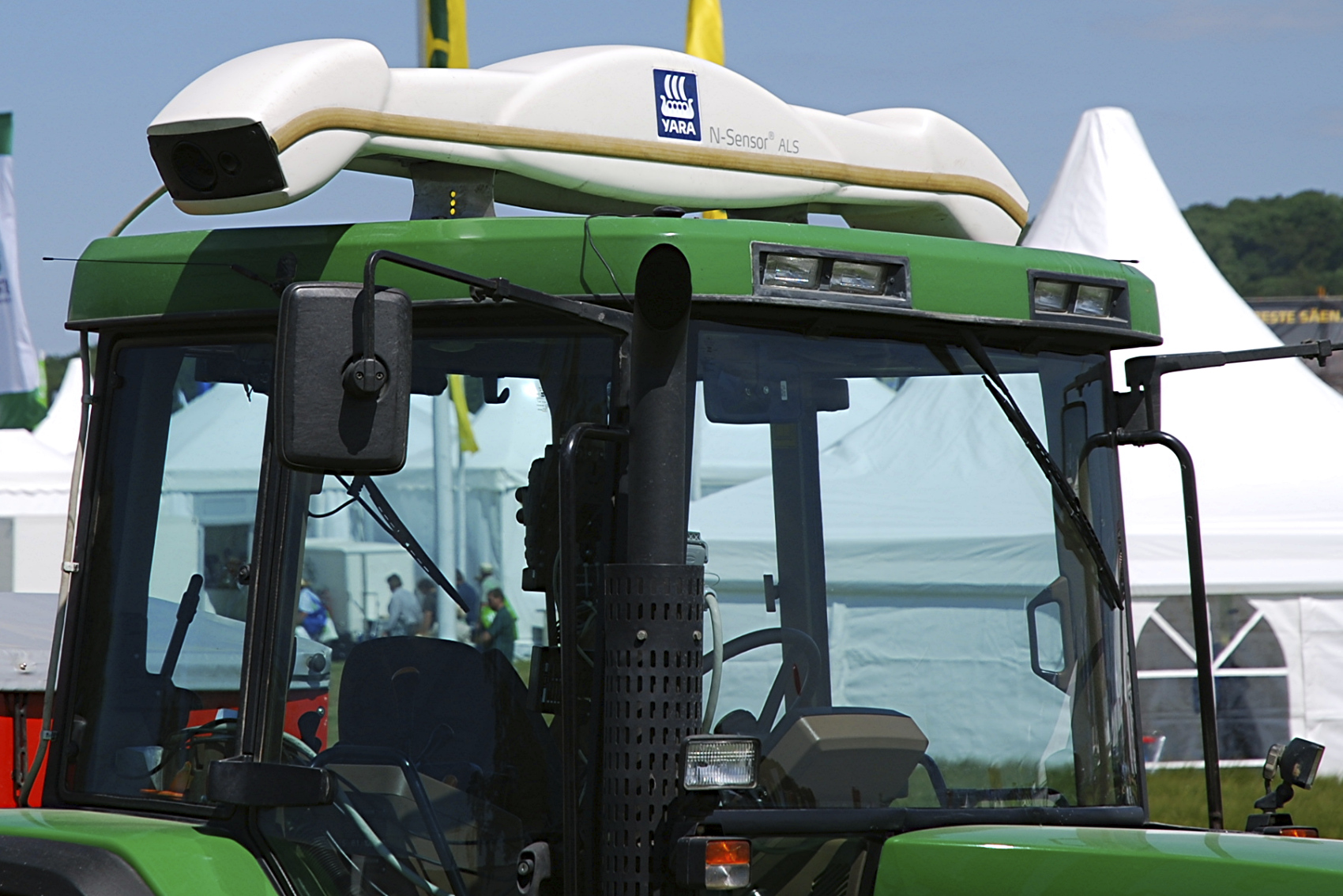
Yara N-Sensor ALS, встановлений на куполі трактора — система, яка реєструє відбиття світла від посівів, розраховує рекомендації щодо внесення добрив, а потім змінює кількість розкиданих добрив

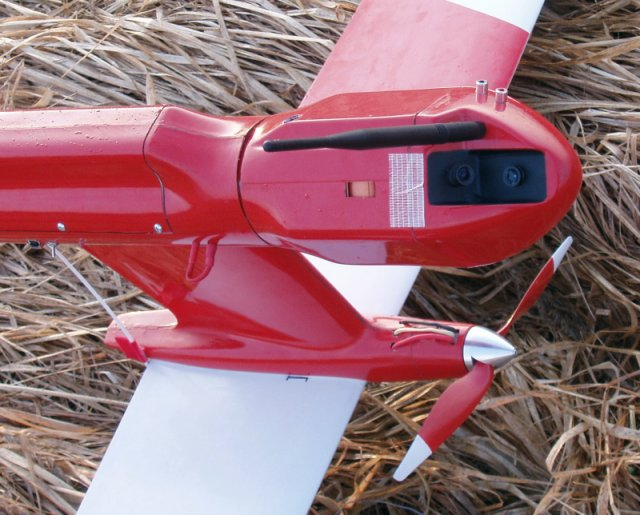
Польський Pteryx UAV — цивільний БПЛА для аерофотозйомки та фотокартографії зі стабілізованою головкою камери.

То́чне землеробство або точне рільництво — це технологія сільського господарства, яка зменшує забруднення навколишнього середовища, мінімізуючи витрати добрив, гербіцидів і пестицидів, і максимізуючи ефективність виробництва високоякісних культур шляхом моніторингу умов і середовища сільськогосподарських угідь і посівів.
Інновації точного землеробства розроблені для підвищення ефективності сільськогосподарської діяльності за рахунок мінімальних початкових витрат матеріальних і людських ресурсів і уникнення шкідливого впливу на навколишнє середовище з одного боку та автоматизації виробництва з іншого, забезпечуючи таким чином екологічні, соціальні та економічні вигоди.
Точне землеробство об'єднує передові інструменти, такі як GPS, ГІС, дрони, датчики та робототехніку для збору й аналізу польових даних. Цей підхід дозволяє фермерам приймати точні рішення, враховуючи варіації ґрунту, рівень вологості та здоров'я врожаю.
Основні принципи включають використання технологій, таких як: 
- датчики (сенсори)[3][4],
- дрони[5],
- мультиспектральний аналіз[6] та, більш інформативний, гіперспектральний аналіз[7],
- картографування врожаю[8][9],
- змінні норми внесення добрив[10][11][12], засобів захисту[13][14][15], води[16][17] та висіву насіння[18];
- штучний інтелект та машинний зір[19][13],
- роботизовані механічне прополювання та точне боронування[20][21],

для оптимізації врожайності, мінімізації шкоди довкіллю, покращення родючості ґрунту та зменшення витрат.
Системи підтримки прийняття рішень пропонують практичну інформацію, допомагаючи в плануванні врожаю та боротьбі зі шкідниками. Автоматизація за допомогою автономного обладнання оптимізує такі завдання, як посадка та збір урожаю, зменшуючи потребу в робочій силі. Технологія точного рільництва оптимізує використання ресурсів, включаючи воду, добрива та засоби захисту рослин, мінімізуючи вплив на навколишнє середовище. Це являє собою зрушення до практики сталого ведення сільського господарства, адаптації до мінливих умов сільського господарства. Постійні вдосконалення продовжують розширювати застосування точного землеробства та підвищувати ефективність світового виробництва продуктів харчування.

## Засновки
Традиційне хліборобство передбачало однакове проведення агротехнічних прийомів на окремому полі. Кожне поле розглядалося як однорідне — елементна одиниця управління. У цьому разі, наприклад, внесення надмірних доз добрив (гербіцидів, інших засобів хімізації) створювало реальну загрозу довкіллю.
На середньому заході США точне хліборобство асоціюється не з концепцією стійкого землеробства, але з мейнстримом в агробізнесі, який прагне максимізувати прибуток, проводячи витрати тільки на добриво тих ділянок поля, де добрива дійсно необхідні. Слідуючи цим ідеям агровиробники застосовують технології змінного або диференційованого внесення добрив в тих ділянках поля, які ідентифіковані за допомогою GPS-приймачів і де потреба в певній нормі добрив виявлена агротехнологом за допомогою карт агрофізхімобстеження і врожайності. Тому в деяких ділянках поля норма внесення або обприскування стає менше середньою, відбувається перерозподіл добрив на користь ділянок, де норма повинна бути вище, і, тим самим, оптимізується внесення добрив.

## Особливості застосування
Технологія точного рільництва дозволяє побудувати роботу на основі інформації, зібраної в полі. Точне землеробство являє собою спосіб активнішого ведення господарства на полях з різними характеристиками.
Обробка полів відповідно до зональних особливостей (наприклад, врожайністю, структурою ґрунту, вологістю, висотою місцевості) дозволяє оптимізувати витрати та урожайність.
Точне землеробство може застосовуватися для поліпшення стану полів і агроменеджменту, у декількох напрямах:
- агрономічне: з урахуванням реальних потреб культури в добривах удосконалюється агровиробництво
- технічне: здійснено управління часом на рівні господарства (зокрема, поліпшується планування сільськогосподарських операцій)
- екологічне: скорочується негативна дія сільгоспвиробництва на довкілля (точніша оцінка потреб культури в азотних добривах приводить до обмеження застосування і розкидання азотних добрив або нітратів)
- економічне: зростання продуктивності і/або скорочення витрат підвищують ефективність агробізнесу (зокрема, скорочуються витрати на внесення азотних добрив)

Точніше визначення норм внесення добрив та хімікатів може сприяти покращенню охорони довкілля.
Збільшується економічний ефект від досконалішого ведення обліку. Програмні комплекти керування обладнанням пропонують рішення, які дозволяють підняти коефіцієнт використання та продуктивність обладнання.

## Переваги точного землеробства
- Точна документація по витратах ресурсів, облік внутрішніх і зовнішніх витрат.
- Збір, аналіз та зберігання критичних даних із внесення добрив, посіву та збиранню урожаю.
- Максимізація продуктивності та покращення організації виробництва: оптимізація виробничого циклу.

Інші переваги для агробізнесу можуть полягати в електронному записі і зберіганні історії польових робіт і урожаїв, що може допомогти як при подальшому ухваленні рішень, так і при складанні спеціальної звітності про виробничий цикл, яка все частіше потрібна законодавством розвинених країн.

## Перспективні технології
Точне землеробство родовжує розвиватися разом із прогресом технологій. Ці інновації спрямовані на оптимізацію врожайності, мінімізацію впливу на навколишнє середовище та підвищення ефективності сільського господарства. Ось деякі з найбільш перспективних технологій, які формують майбутнє точного землеробства:

### Інтернет речей і сенсорні технології

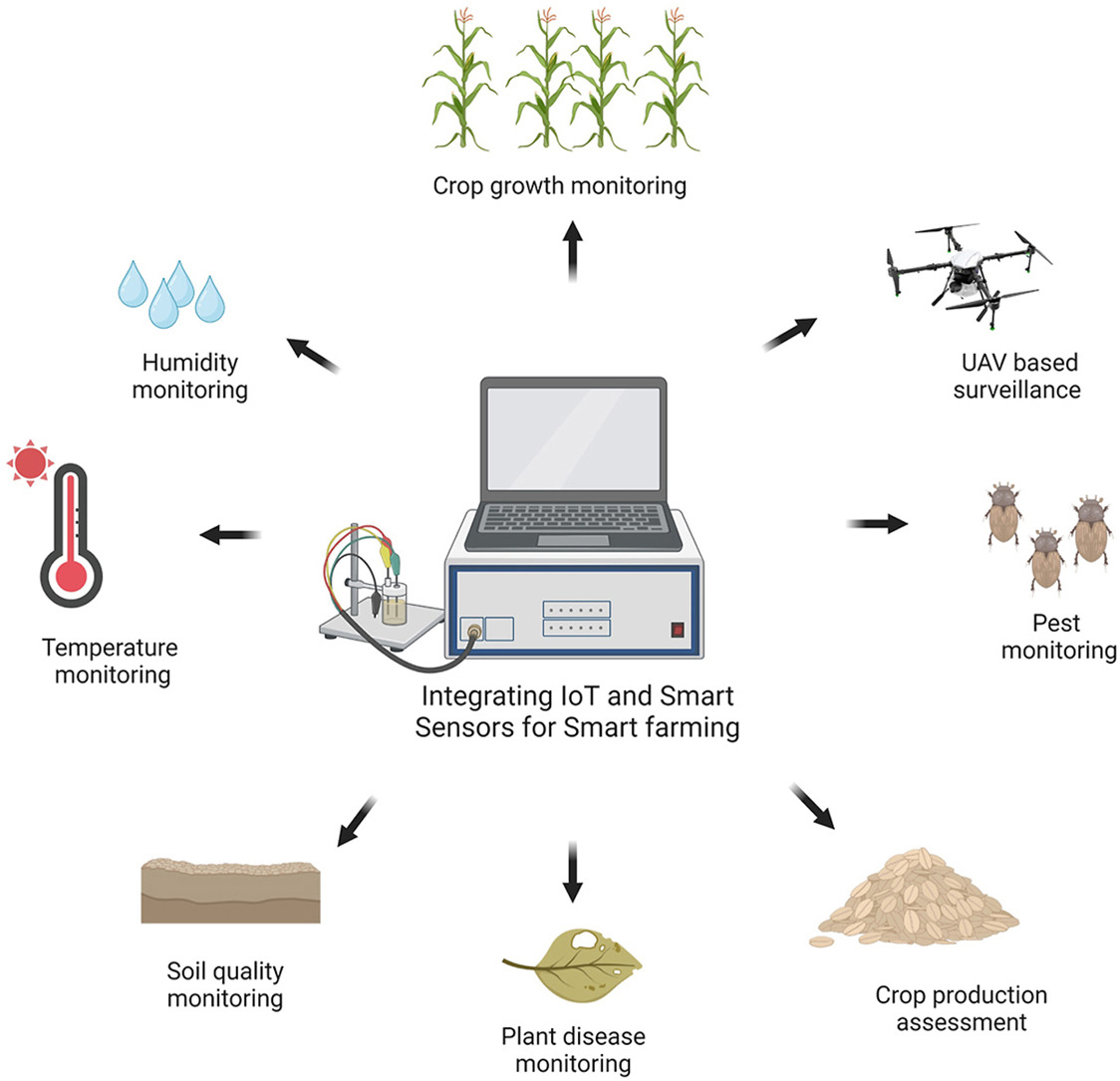
Застосування Інтернету речей (IoT) і розумних датчиків для точного рільництва

- Застосування Інтернету речей (IoT) і розумних датчиків для точного рільництваМережі датчиків: розгортання датчиків на полях для збору даних у режимі реального часу про вологість ґрунту[24][25], температуру, рівень поживних речовин[26] і стан рослин.[27][28][1]
- Інтернет речей (IoT): підключення пристроїв і обладнання для безперебійної передачі та аналізу даних, що дозволяє фермерам приймати обґрунтовані рішення віддалено.[27][29][30][31][32]

### Машинне навчання та ШІ
- Прогностична аналітика: використовуючи історичні дані та дані в реальному часі[33][34], алгоритми штучного інтелекту[35] передбачають хвороби культур, зараження шкідниками та оптимальні терміни посіву чи норми поливу[36], допомагаючи приймати проактивні рішення.[26][37][38][39][34][40][41]
- Розпізнавання зображень: системи на базі штучного інтелекту аналізують зображення, отримані з дронів[42] або супутників[43], щоб визначити стрес культури, ріст бур'янів і зміни ґрунту, сприяючи цілеспрямованим втручанням.[30][44][45][46][47]

### Точне зрошення
- Системи крапельного зрошування: точна доставка води та поживних речовин рослинам відповідно до індивідуальних потреб, збереження ресурсів і максимізація здоров'я рослин.[48][16][36]
- Полив зі змінною швидкістю (VRI): адаптація норм внесення води на поля відповідно до рівня вологості ґрунту та вимог культур, оптимізуючи використання води.[16][49][50][17]

### Робототехніка та автоматизація

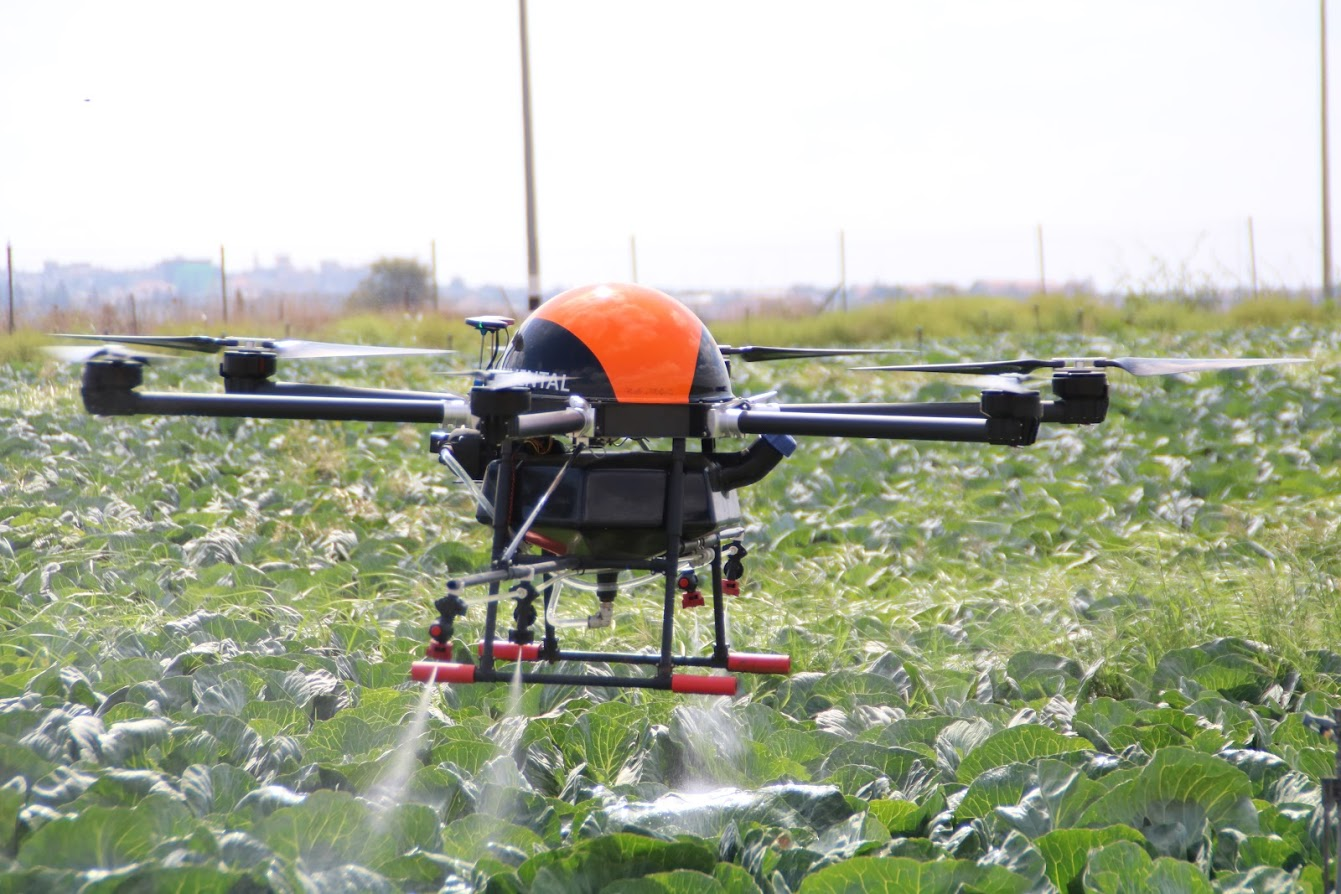
Сільськогосподарський дрон

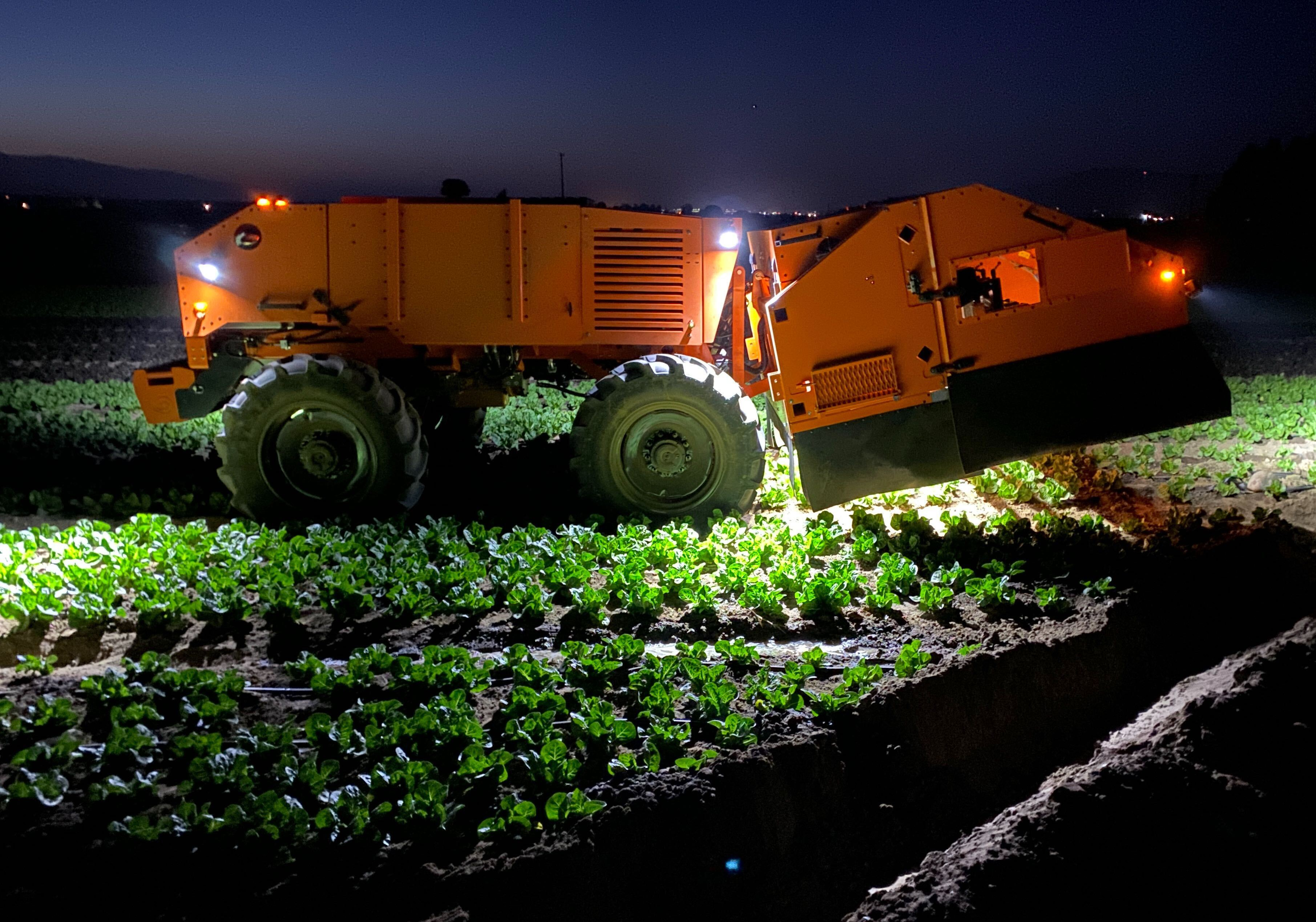
Titan FT-35 від FarmWise — автоматизований робот-прополювач

- Автономні транспортні засоби: безпілотні сільськогосподарські роботи та сільськогосподарські дрони здатні сіяти, контролювати посіви та видаляти бур'яни[51] з мінімальним втручанням людини, підвищуючи ефективність і точність.[32][51][52]
- Роботизоване збирання врожаю: автоматизовані системи для вибіркового збирання врожаю, що зменшує витрати на робочу силу та забезпечує точний збір врожаю.[53]

### Інтеграція великих даних
- Програмне забезпечення для управління фермою: платформи, які об'єднують різні джерела даних, що дозволяє фермерам аналізувати та візуалізувати інформацію для кращого прийняття рішень.[54][55]
- Взаємодія з даними: стандартизовані формати та протоколи, що забезпечують аналітику та обмін даними між різними сільськогосподарськими системами та зацікавленими сторонами.[56][57][58]

### Блокчейн
- Прозорість ланцюга постачання: використання блокчейну для відстеження та перевірки походження, якості та шляху сільськогосподарської продукції, забезпечення прозорості та автентичності.[59][60][61][62][63]

### Кліматично-розумні технології
- Моніторинг клімату: використання дистанційного зондування та прогнозування погоди для адаптації методів ведення сільського господарства до мінливих кліматичних умов[64], пом'якшення ризиків[65], пов'язаних із зміною клімату і екстремальними погодними явищами.[66] (див. також Агрометеорологія, Агрометеорологічні прогнози, Агрометеорологічна станція)
- Секвестрація вуглецю: впровадження методів, які уловлюють і зберігають вуглець у ґрунтах, таких як бовугілля (біочар), або уловлюють і використовують для виробництва продуктів з доданою вартістю, таких як біоенергетика з уловленням і використанням вуглецю (BECCS)[67], сприяючи декарбонізації та зменшенню рівня парникового вуглекислого газу в атмосфері, чим зменшуючи глобальне потепління і зміну клімату. Крім того, практики точного землеробства з використанням високотехнологічного обладнання самі по собі мають здатність зменшувати сільськогосподарські витрати, оскільки вони краще спрямовують ресурси на просторові та часові потреби полів, що може призвести до зниження викидів парникових газів. Точне землеробство також може позитивно вплинути на продуктивність та економіку ферми, оскільки може забезпечувати вищі врожаї з нижчими виробничими витратами, ніж звичайні методи.[68]

### Біопаливо
- Виробництво енергії на фермі: використання біопалива, отриманого із рослинних залишків або спеціальних енергетичних культур, для живлення машин і обладнання, що використовуються в операціях точного землеробства.
- Зменшення викидів вуглецю: впровадження машин, що працюють на біопаливі, зменшує викиди парникових газів порівняно з традиційним викопним паливом, що відповідає цілям сталого розвитку точного землеробства.
- Інтеграція з методами точного землеробства: розробка систем виробництва біопалива, які доповнюють методи точного землеробства, оптимізуючи землекористування як для рослинництва, так і для вирощування біопалива.

### Нанотехнологій та нанобіотехнології

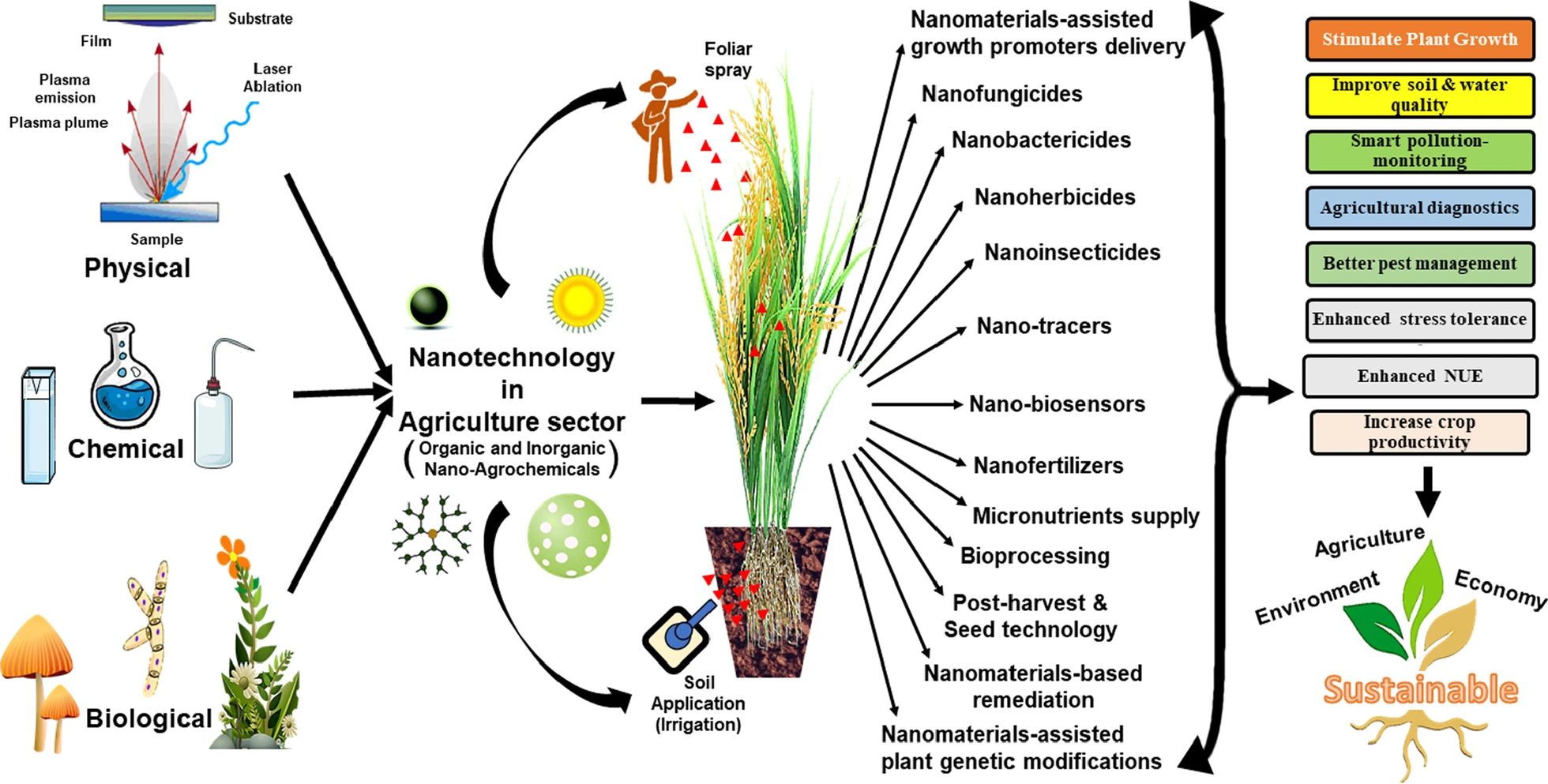
Різні застосування нанотехнологій та нанобіотехнологій в сільському господарстві.

- Різні застосування нанотехнологій та нанобіотехнологій в сільському господарстві.[69]Нанотехнології та нанобіотехнології: наночастинки або наночіпи можуть транспортувати матеріали до рослин за допомогою наночастинок, і допомагають в створені складних біосенсорів для точного землеробства. Звичайні добрива, інсектициди та гербіциди можуть бути нанокапсульованими, щоб забезпечити рослинам точні дози шляхом поступового безперервного вивільнення поживних речовин і агрохімікатів.[69][70][71] Біосенсори забезпечуть постійний моніторинг харчових факторів ризику, таких як пестициди, ветеринарні препарати, важкі метали, патогени, отрути та незаконні добавки.[72] Біосенсори з підтримкою IoT сприяють безперебійній передачі даних, дозволяючи безперервно віддалено контролювати фізіологічні параметри, умови навколишнього середовища тощо, сприяючи ефективнішому використанню ресурсів.[73]

Ці багатообіцяючі технології являють собою трансформаційний зсув у сільському господарстві, що дозволяє фермерам приймати рішення на основі даних, оптимізувати використання ресурсів і стабільно задовольняти зростаючі потреби у виробництві продуктів харчування, зберігаючи навколишнє середовище.
Постійні дослідження, інвестиції та співпраця між різними зацікавленими сторонами сприятимуть подальшому вдосконаленню та інтеграції цих технологій, сприяючи більш стійкому та ефективному сільськогосподарському сектору.

### Книги
- Ananth, Saravanan Krishnan, A. Jose Anand, Narayanan Prasanth, Sam Goundar, Christo, ред. (18 грудня 2023). Predictive Analytics in Smart Agriculture. Boca Raton: CRC Press. ISBN 978-1-003-39130-2.
- Cammarano, Davide; Evert, Frits K. van; Kempenaar, Corné (2023). Precision agriculture: modelling. Cham. ISBN 978-3-031-15258-0.
- Zhang, Qin, ред. (2022). Encyclopedia of Smart Agriculture Technologies. Cham: Springer International Publishing, Springer Nature. ISBN 978-3-030-89123-7.
- Salim Lamine, Prashant Srivastava, Ahmed Kayad et al. Remote Sensing in Precision Agriculture: Elsevier Academic Press. 2022. ISBN 0-323-91068-8.
- Peng Zhang, Iseult Lynch, J.C. White, Richard Handy (2022). Nano-enabled Sustainable and Precision Agriculture. Elsevier Academic Press. ISBN 0-323-91233-8.

### Журнали
Наукові журнали, присвячені точному землеробству та технологіям, що використовуються в ньому:
- Precision Agriculture
- Agricultural Systems
- Agricultural Water Management
- Computers and Electronics in Agriculture
- Applied Engineering in Agriculture
- Information Processing in Agriculture
- Artificial Intelligence in Agriculture
- Аграрні інновації

### Статті
- Підбірка статей Big Data Analytics in Precision Agriculture.
- Mesías-Ruiz, Gustavo A.; Pérez-Ortiz, María; Dorado, José; de Castro, Ana I.; Peña, José M. (2023). Boosting precision crop protection towards agriculture 5.0 via machine learning and emerging technologies: A contextual review. Frontiers in Plant Science 14. doi:10.3389/fpls.2023.1143326.
- Hrynevych, Oksana; Blanco Canto, Miguel; Jiménez García, Mercedes (2022-05). Tendencies of Precision Agriculture in Ukraine: Disruptive Smart Farming Tools as Cooperation Drivers. Agriculture (англ.) 12 (5). doi:10.3390/agriculture12050698.
- Javaid, Mohd; Haleem, Abid; Singh, Ravi Pratap; Suman, Rajiv (1 січня 2022). Enhancing smart farming through the applications of Agriculture 4.0 technologies. International Journal of Intelligent Networks 3. doi:10.1016/j.ijin.2022.09.004.
- Subeesh, A.; Mehta, C. R. (1 січня 2021). Automation and digitization of agriculture using artificial intelligence and internet of things. Artificial Intelligence in Agriculture 5. doi:10.1016/j.aiia.2021.11.004.